# Syrische Islamische Befreiungsfront
Die Syrische Islamische Befreiungsfront (arabisch جبهة تحرير سوريا الإسلامية Dschabhat Tahrīr Sūriyā al-Islāmīya), ehemals Syrische Befreiungsfront, war ein Zusammenschluss mehrerer Brigaden, die im Syrischen Bürgerkrieg gegen die Regierung von Baschar al-Assad kämpften. Ende November 2013 gründete sie mit sechs weiteren islamistischen Gruppen die Islamische Front, seit der Gründung dieser ist die SILF vollständig in diese integriert und als eigene Partei erloschen.

## Zusammensetzung
Der Gruppe gehörten etwa 20 eigenständige Brigaden und Bataillone an, die in verschiedenen Teilen Syriens operieren. Sie war kein Teil der Freien Syrischen Armee (FSA), war jedoch mit dieser über ein gemeinsames „Oberstes Militärkommando“ der bewaffneten Opposition verbunden. Die bekanntesten Brigaden waren die „Islamischen Brigaden“ (Liwa al-Islam) in Damaskus, die „Einheitsbrigaden“ (Liwa at-Tauhid) in Aleppo, die „Falken der Levante“ (Suqur asch-Scham) in der Region Idlib sowie die Faruk-Brigaden in Homs. Die Angaben über die Kämpferzahl der Befreiungsfront variieren zwischen 25.000 und 37.000. Die Front selbst gab sie im Juni 2013 mit 35.000 bis 40.000 an. Die einzelnen Einheiten kämpften weitgehend unabhängig voneinander und es gab keine kohärente gemeinsame Strategie oder Taktik.

## Ideologie und Finanzierung
Die in der Syrischen Islamischen Befreiungsfront zusammengeschlossenen Gruppen vereinte eine islamisch-religiöse Einstellung, sie hatte jedoch keine ausgeprägte Ideologie. Ihr Programm beschränkte sich weitgehend darauf, mehr Islam und weniger Assad zu fordern.
Mehrere der Einheiten sind aus Selbstverteidigungsgruppen der konservativen Landbevölkerung gegen die Truppen der Assad-Regierung entstanden. Obwohl die Front mit der FSA zusammenarbeitete, kritisierte sie deren im Ausland residierende Führung als zu losgelöst von den Realitäten des Kampfes im Land. Sie galt als moderat islamistisch, und distanzierte sich von der ebenfalls in Syrien aktiven al-Qaida im Irak (aus der später die Terrororganisation Islamischer Staat entstand) sowie der mit dieser verbundenen al-Nusra-Front.
Die wichtigste ausländische Geldgeberin der Befreiungsfront war die Regierung Saudi-Arabiens. Im April 2013 sagte diese allerdings zu, sie nicht mehr direkt, sondern nur noch durch das Oberste Militärkommando zu unterstützen.